# Perigea perculsa
Perigea perculsa är en fjärilsart som beskrevs av Max Wilhelm Karl Draudt 1925. Perigea perculsa ingår i släktet Perigea och familjen nattflyn. Inga underarter finns listade i Catalogue of Life.